# Karl Heinz Haag
Karl Heinz Haag (* 17. Oktober 1924 in Höchst am Main; † 14. April 2011 in Wiesbaden) war ein deutscher Philosoph, der als Schüler von Theodor W. Adorno und Max Horkheimer in das Umfeld der Kritischen Theorie gehört.

## Leben
Karl Heinz Haag wurde den 17. Oktober 1924 in Frankfurt-Höchst geboren. Er legte 1943 die Reifeprüfung ab. Bis 1945 war er Kriegsteilnehmer. Von 1946 bis 1949 studierte er an der Philosophisch-Theologischen Hochschule Sankt Georgen. Den Abschluss seiner Studien der scholastischen Philosophie bildete das Examen philosophicum. 1949 immatrikulierte er sich an der Johann-Wolfgang-von-Goethe-Universität in Frankfurt Main, die er bis 1956 besuchte. 1951 promovierte Haag mit der Studie »Die Seinsdialektik bei Hegel und in der scholastischen Philosophie« (149 Bl. Ref. Max Horkheimer u. Heinrich Weinstock) und 1956 habilitierte er sich mit der Arbeit »Transzendentale Logik in der Neuscholastik«, dessen Gutachter Caspar Nink war. 
Horkheimer hatte Haag als Lehrstuhl-Nachfolger des verstorbenen Adorno im Sinn. Doch daraus wurde nichts. Haag war überzeugt, dass an der Massenuniversität ernsthaftes Philosophieren nicht mehr möglich sei und zog sich 1971 vollständig aus dem akademischen Leben zurück und gab damit auch seine beamtenrechtlichen Versorgungsansprüche auf. Wie ein Eremit, so Jörg Später, lebte er 40 Jahre in einer Wohnung seines Hauses in Höchst. Er lebte von den Mieteinkünften aus den anderen Wohnungen des Hauses.
Karl Heinz Haag schien schon zum Zeitpunkt seines Todes vergessen. 2021 übernahm das Archiv der Universitätsbibliothek Frankfurt seinen Nachlass.

## Schriften
- Kritik der neueren Ontologie. Kohlhammer, Stuttgart 1960 (Habilitationsschrift).
- Hrsg.: Die Lehre vom Sein in der modernen Philosophie. Akademische Verlagsgesellschaft, Frankfurt am Main 1963.
- Philosophischer Idealismus. Europäische Verlagsanstalt, Frankfurt am Main 1967.
- Zur Dialektik von Glauben und Wissen. Horst Heiderhoff Verlag, Frankfurt am Main 1971 (Sonderdruck aus eidos. Beiträge zur Kultur. Band 9).
- Der Fortschritt in der Philosophie. Suhrkamp, Frankfurt am Main 1983, ISBN 3-518-57632-1. Neuausgabe Humanities Online, Frankfurt am Main 2005, ISBN 3-934157-40-8.
- Metaphysik als Forderung rationaler Weltauffassung. Humanities Online, Frankfurt am Main 2005, ISBN 3-934157-39-4 (Leseprobe, PDF, 114 kB; Rezension von Josef Quack).
- Kritische Philosophie. Abhandlungen und Aufsätze. Mit einem Nachwort von Günther Mensching. edition text + kritik, München 2012, ISBN 978-3-86916-214-0.
- Metaphysische Aspekte des „Faust“. In: Rolf Tiedemann: Abenteuer anschauender Vernunft. edition text + kritik, München 2014, ISBN 978-3-86916-353-6.
- Das Unwiederholbare. In: Zeugnisse. Theodor W. Adorno zum sechzigsten Geburtstag, hrsg. v. Max Horkheimer. Europäische Verlagsanstalt, Frankfurt 1963.